# Aue (Leine)
Die Aue (Ausspracheⓘ) ist ein etwa 19 Kilometer langer, rechter beziehungsweise südöstlicher Nebenfluss der Leine in Südniedersachsen in Deutschland.

## Name
Der Fluss tritt als Audan im 10. Jahrhundert erstmals urkundlich in Erscheinung. Ausgangsform des Namens war vermutlich germanisch *a(g)w(a)da- und wurde im altsächsischen zu *auda-. Die Bedeutung wäre demnach 'Wasserstelle'.

## Geographie
Die Aue entsteht etwa 2 Kilometer südlich von Westerhof, einem südöstlichen Ortsteil der Gemeinde Kalefeld durch den Zusammenfluss des von Südosten kommenden Kneppelbachs und des von Süden kommenden Sägemühlenbachs. 
Von dieser „Bachhochzeit“ („Auequelle“ genannt), die sich auf 151 Meter Höhe befindet, verläuft die Aue in überwiegend nordwestlicher Richtung durch die Gemarkungen der Ortschaften Westerhof, Willershausen, Oldershausen, Echte, Kalefeld und Sebexen (jeweils Ortsteile von Kalefeld). 
Anschließend fließt sie durch Opperhausen nach Haieshausen (südöstliche Ortsteile von Einbeck), um nach etwa 19 Kilometer Länge auf 103 Meter Höhe von Südosten kommend in die von Süden heran fließende Leine zu münden.

## Quellbäche
Der Hauptquellbach der Aue ist der von Südosten kommende Kneppelbach, der südlich von Westerhof im Forstort „Aschau“ im „Westerhöfer Wald“ entspringt. Von dessen Quelle, die sich am Westhang des etwa 305 Meter hohen Kneppelbergs auf rund 290 Meter Höhe befindet, bis zur Mündung der Aue in die Leine ist der Flusslauf insgesamt rund 23 Kilometer lang. 
Der zweite Quellbach der Aue ist der von Süden kommende Sägemühlenbach, der unweit vom südsüdwestlich von Westerhof stehenden „Forsthaus Mandelbeck“ einem Teich (etwa 195 Meter über Normalnull) entfließt. 

## Nebenflüsse
| Name                            | Lage   | Einzugsgebiet |
| ------------------------------- | ------ | ------------- |
| Sägemühlenbach                  | links  | 5 km²         |
| Kneppelbach                     | rechts | 7 km²         |
| Sinterbach (Versteinerungsbach) | links  | 4 km²         |
| Bühgraben                       | rechts | 12 – 15 km²   |
| Düderoder Bach                  | rechts | 24 km²        |
| Eboldshauser Bach               | links  | 12 km²        |
| Oyershausener Bach              | rechts | 8 km²         |